# Elk River (Kanawha River)
Der Elk River (Elk = Wapitihirsch) ist ein rechter Nebenfluss des Kanawha River im US-Bundesstaat West Virginia.

## Geschichtliche Namen
Der Elk River hatte bei den Ureinwohnern auch folgende Namen:
- Pe-quo-ni
- Pe-quo-ni-cepe
- Pequoni
- Tis-chil-waugh
- Tiskelewah
- Tiskelwah
- To-que-man
- To-qui-min-cepe

## Geografie
Der Elk River entsteht am Zusammenfluss von Big Spring Fork und Old Field Fork im Pocahontas County in den Allegheny Mountains.
Von dort fließt er in überwiegend westlicher Richtung. Folgende Orte liegen am Flusslauf: Webster Springs, Sutton, Gassaway, Clay und Clendenin. Schließlich erreicht der Elk River die Hauptstadt von West Virginia, Charleston, und mündet dort in den Kanawha River, einem Nebenfluss des Ohio River. Im Mittellauf – oberhalb von Sutton – wird der Fluss vom Sutton Dam zum Sutton Lake aufgestaut. Der Holly River mündet rechtsseitig in den Stausee.
Der Elk River hat eine Länge von 283 km. Er entwässert ein Areal von 2451 km².

## Verschmutzung
Am 9. Januar 2014 gelangten bei Charleston mindestens 28.000 l einer hauptsächlich 4-Methylcyclohexylmethanol (MCHM) enthaltenden Flüssigkeit aus einer Fabrikanlage zur Kohlenwäsche in den Fluss, verseuchten das Leitungsnetz der American Water Works Company und beeinträchtigten so die Trinkwasserversorgung von West Virginia.

## Tierarten
Der Fisch Crystallaria cincotta aus der Unterfamilie der Grundbarsche kommt nur im Unterlauf des Elk River vor.